# Charo Ruiz
Charo Ruiz es una marca de moda referente en el estilo Adlib de Ibiza, España. Empresa familiar fundada en 1989 por Charo Ruiz que se dedica a reivindicar la feminidad y la libertad en cada una de sus piezas. Las colecciones se confeccionan en la isla utilizando tejidos y acabados, realzando así la belleza de la mujer y capturando la esencia de Ibiza en cada diseño.
La misión de la marca es inspirarse en los aspectos más auténticos de Ibiza, señalando la importancia de su legado cultural. Charo Ruiz, crea prendas atemporales que evocan los recuerdos de la isla idílica y eterna.
Tiene cinco puntos de venta en España y presencia en más de 20 países de Europa, América, Asia y África.

## Historia
Charo, hija y nieta de modistas, creció en su Sevilla natal rodeada de tejidos y patrones. Comenzó su carrera en la industria como modelo en la Barcelona de los años sesenta, y a finales de los setenta se estableció en Ibiza, donde creó su propio taller y showroom, reinterpretando el concepto de la moda ibicenca.

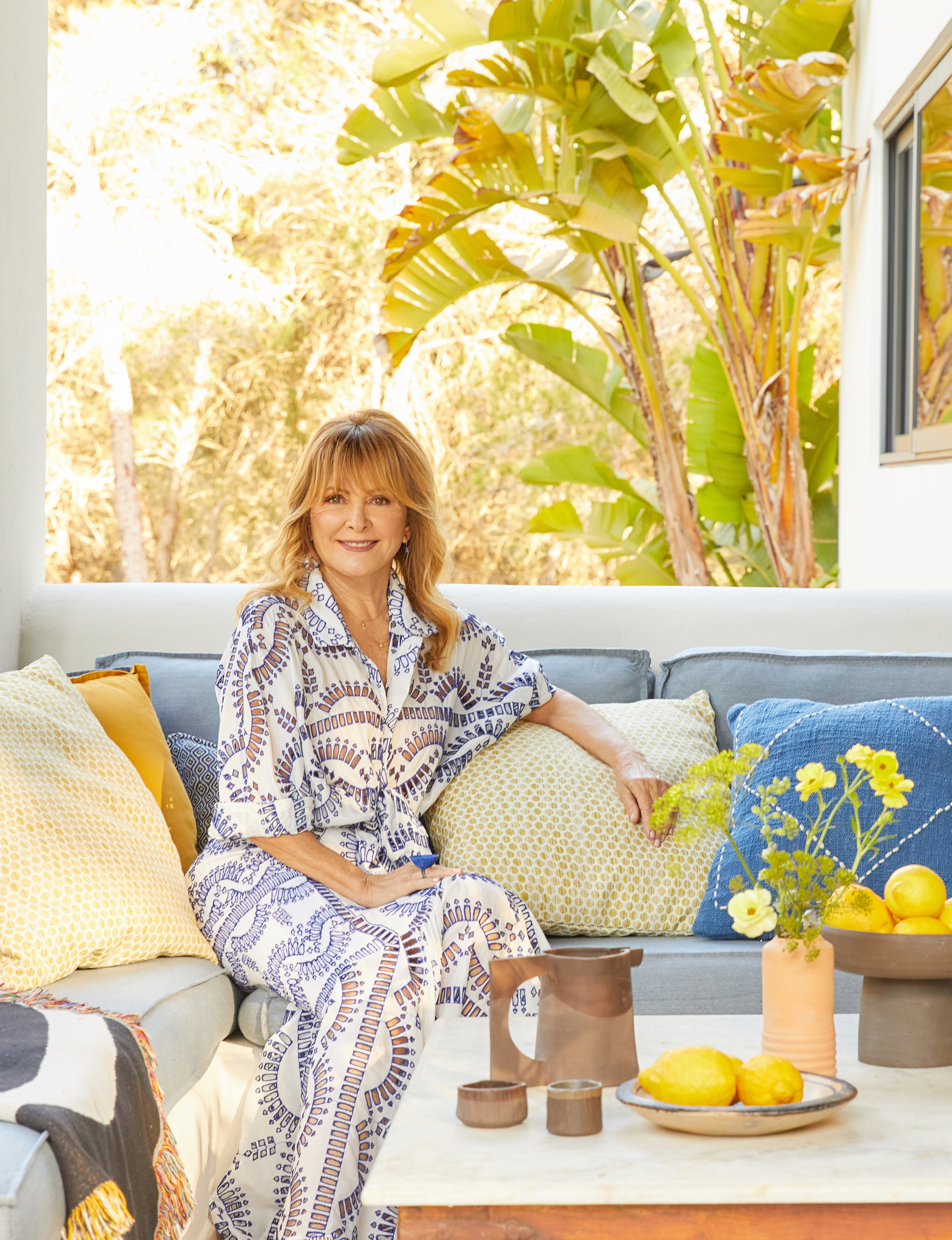
Charo en su casa de Ibiza posando para la revista ¡Hola!.

El proyecto que Charo inició sin pretensiones se ha transformado en una empresa familiar e independiente, actualmente liderada por sus hijos, Pablo y Paloma. Ellos aportan una nueva perspectiva al negocio, manteniendo la marca y enfocados en seguir proyectando el propósito por el que nació.
La marca reivindica la tradición, la calidad, el respeto por lo femenino y la libertad que caracteriza a la isla que les vio crecer, en cada prenda que sale de su taller en Ibiza.
Las creaciones implican un proceso de elaboración con acabados artesanales. Cada colección ha evolucionado temporada tras temporada, dotando a esta casa de moda ibicenca de una identidad propia.

### Colección
Treinta años y más de sesenta colecciones, Flagship Store en Ibiza, cinco puntos de venta propios, más de 200 puntos de venta multimarca en todo el mundo y Charo Ruiz Ibiza es una marca consolidada y posicionada como la firma de referencia en moda Ibicenca en el mercado global. El rigor en el proceso creativo y el desarrollo técnico de las colecciones es el reto que Charo Ruiz Ibiza se plantea cada temporada para lograr y mantener la personalidad en cada una de las piezas.

### Editorial
La marca cuenta con personalidades que lucen sus prendas en innumerables ocasiones. Desde artistas como Beyoncé, Taylor Swift, Naomi Campbell, Selena Gómez, Jennifer López, Blanca Suárez, Ana Obregón, hasta personalidades como Michelle Salas, Heidi Klum, Isabel Preysler, Nieves Álvarez, Tamara Falcó, Georgina Rodríguez hasta la ex primera dama Michelle Obama. Entre sus fieles seguidoras se encuentran también destacadas figuras de la realeza española, como la reina Letizia, la princesa Olympia de Grecia, la infanta Leonor y Victoria de Marichalar, quienes eligen sus diseños.